# MBBA
N- (4-メトキシベンジリデン)-4-ブチルアニリン（MBBA）は、液晶としてよく使用される有機化合物である。
MBBAは、さまざまな電子機器の液晶ディスプレイで広く使用されているが、MBBAが液晶状態でいられる温度範囲は22℃から47℃と比較的狭いため、EBBA(4’-Ethoxybenzylidene-4-n-butylaniline)と結合することで共晶を形成させ、使用されている。この混合物は最も広い温度範囲を持ち0℃から60℃で使用できる。MBBAとEBBAの混合物は液晶ディスプレイで広く使用されている。
| 空間充填モデル | インライン液晶構造 | 固体、液晶状態、および液体状態でのMBBAが可能な構造の変化 |
|                |                    |                                                          |

## 合成
MBBAは蒸留されたn-ブチルアニリンとメトキシベンズアルデヒドの脱水縮合反応により得られる。
溶媒にはベンゼンやトルエンを用いるのが一般的だが、これらは水と共沸反応するため、ディーン・スターク装置を使用したり、モレキュラーシーブを使用して系内の水を除去してMBBAの方向に平衡をシフトさせる必要がある。

## 歴史
1969年、ハンス・ケルカー（Hans Kelker）が初めてMBBAの合成に成功した。これは室温でインターライン液晶相を示す最も一般的になった液晶材料の1つだった。